# Тордильо (муниципалитет)
Муниципалитет Тордильо  (исп. Partido de Tordillo) — муниципалитет в Аргентине в составе провинции Буэнос-Айрес.
Территория — 1330 км². Население — 1764 человек. Плотность населения — 1,35 чел./км².
Административный центр — Хенераль-Конеса.

## География
Муниципалитет расположен на востоке провинции Буэнос-Айрес.
Муниципалитет граничит:
- на севере — с муниципалитетом Кастелли
- на северо-востоке — с Атлантическим океаном
- на юго-востоке — с муниципалитетом Хенераль-Лавалье
- на юго-западе — с муниципалитетом Майпу
- на западе — с муниципалитетом Долорес

## Важнейшие населенные пункты[2]
| № | Населённый пункт | Населённый пункт (исп.) | Категория | Население чел. (2010) | На карте                        |
| - | ---------------- | ----------------------- | --------- | --------------------- | ------------------------------- |
| 1 | Хенераль-Конеса  | General Conesa          | поселок   | 1302                  | 36°31′10″ ю. ш. 57°19′28″ з. д. |